# 切皮亚语
切皮亚语(自称：cɛ11 pja11)是老挝北部一种南部彝语。
老挝丰沙里省本代县Sano Kao村方言由Kingsada & Shintani (1999)记录。